# 内務府総管
内務府総管（満洲語：ᠪᠣᠣᡞ
ᠠᠮᠪᠠᠨ、転写：booi amban）は中国清代の官職で内務府の長。正二品に相当する。
内務府は清朝の宮廷事務を行う機関で、八旗各旗で皇帝・旗王に直属する家政部門を包衣(ボーイ、ᠪᠣᠣᡳ、転写：booi)といい、中でも皇帝直属の八旗(上三旗)の包衣で組織したものである。その長たる内務府総管(総管内務府大臣)は宮内大臣に相当し、旗人が担当した。会計など7つの部局を管掌下に置き、出納、財務収支、祭祀儀礼などを管理する職務を負った。宦官は内務府の一部門となっており、皇帝個人の身辺や后妃の世話に限定されていた。